# باول كروفورد (كاتب)
باول كروفورد (بالإنجليزية: Paul Crawford)‏ هو كاتب بريطاني، ولد في 24 أبريل 1963 في برمنغهام في المملكة المتحدة.